# ハード・ブレット 仁義なき銃弾
『ハード・ブレット 仁義なき銃弾』（Bullet）は1995年に製作されたアメリカ合衆国の映画。ビルボードチャート（Top100）6位を記録した「California Love」で知られるヒップホップ・アーティストの2パックが出演。ジュリアン・テンプル監督作品。

## あらすじ
冤罪による刑期を終えて出所したブレットと、麻薬取引を仕切るタンクとの抗争を描いている。

## キャスト
※括弧内は日本語吹替
- ブッチ・“ブレット”・スタイン - ミッキー・ローク（安原義人）
- タンク - トゥパック・シャクール（荒川太郎）
- レスター - ジョン・イーノス3世（中多和宏）
- ルビー・スタイン - エイドリアン・ブロディ（藤原啓治）
- ルイス・スタイン - テッド・レヴィン（土師孝也）
- パディ - マシュー・パワーズ
- ビッグ・ボールズ - ドニー・ウォルバーグ
- ハイ・トップ - マイケル・ケネス・ウィリアムズ